# Infinity (ゲーム)
『infinity』（インフィニティ）は、KIDより2000年3月23日にPlayStationで発売されたサスペンス系恋愛アドベンチャーゲームのシリーズ、およびその第1作である。本記事では第1作『infinity』、その完結編である『Never7』、およびその関連作品について述べる。

## 歴史
infinity
2000年3月23日、PlayStationで発売。
INFINITY cure.（インフィニティ・キュア）
2000年11月23日、ネオジオポケット（カラー専用）で発売。
Never7 -the end of infinity-（ネバーセブン ジ・エンド・オブ・インフィニティ）
2000年12月21日、ドリームキャスト (DC) 版発売。
2001年10月26日、Windows版発売。
2002年5月23日、ドリコレ（DCの廉価版）発売。
2003年6月26日、PlayStation 2 (PS2) 版発売。
2004年9月2日、SuperLite 2000（PS2の廉価版）がサクセスより発売。
infinity plus
2008年4月4日、サイバーフロントより、シリーズ3作に新作『12RIVEN -the Ψcliminal of integral-』を加えたPC版セットが発売。
2008年10月09日、PS2版が発売。
Never7 -the end of infinity-（PSP版）
2009年3月12日、PlayStation Portable (PSP) 版が発売。ディレクション、プログラム、スクリプトなどはレジスタが担当した。新規ムービー、用語解説、シリーズ年表を収録している。
infinity plus portable
2009年8月13日、PSP版のシリーズ4本セットが発売。オープニングムービー収録DVDが付属した。
Never7 -the end of infinity-（アプリ版）
2012年8月29日、スマートフォン (Android 2.1) 向けに配信。
2012年9月11日、iPhone向けに配信。
Never7 -the end of infinity-（PCダウンロード版）
2015年12月25日、5pb.Gamesより配信。Windows Vista/7/8対応。
Never 7 - The End of Infinity
2025年3月6日、Nintendo Switch/PlayStation 4版がMAGES.より、Steam版がスパイク・チュンソフトより発売。

## 概要

### シナリオ構成
オーソドックスな選択肢方式のアドベンチャーゲーム。
5人のヒロインごとにシナリオが存在する。各シナリオは、いわゆるマルチシナリオで一般的な閉じたものではなく、それぞれ横のつながりがあり、シナリオを1つクリアするごとにストーリーの全容が徐々に明らかになってくる。ただし物語の根幹に関わるいづみシナリオは、他の4名のシナリオをクリアしていないと入ることができない。
1つのシナリオで4月1日から6日までを2回繰り返す構造になっており、1周目のラストでいずれかのヒロインといったん悲劇的な結末を迎えた後、2周目では1周目と同じ過ちを犯さないように行動し、ハッピーエンドを目指す。なお、ここで言う1周目、2周目とは通常のゲームの「エンディングを迎えた後、クリア情報を引き継いでまた最初からゲームを開始する」といういわゆる周回プレイのことを指すのではない。
具体的には1周目の行動次第でいずれかのヒロインと親密になり、2周目ではそのヒロインのルート（シナリオ）を体験することになる。2周目で正しい行動を取れば悲劇の回避に成功し、そのルートのヒロインとハッピーエンドを迎えることができる。間違えば悲劇は繰り返され、バッドエンドとなる。
このように、時系列を反復することをストーリーおよびシステム上の前提としたアドベンチャーゲーム（いわゆるループもの）は、『この世の果てで恋を唄う少女YU-NO』や『Prismaticallization』などがあるが、これらの作品がアイテムを用いてシステマティックに分岐する複雑な方式をとっているのに対して、本作のシステムは至ってシンプルである。

### 企画の経緯
当初は未来予知によりヒロインの危機を救うという企画だったが、ひとひねり加えて予知をミスリードとし、タイムスリップものにすることが決まった。また、当時の恋愛アドベンチャーでは、ヒロインの個別シナリオに入ると他のキャラクターがもう出てこなくなってしまうことが多かったので、より面白くなるよう前述のとおり各シナリオに横のつながりがある構成になった。しかしクリア順を固定しようとする打越鋼太郎と自由度を残そうとする中澤工で意見が割れたため、折衷案として先にクリアしてほしいヒロインほど攻略難度を下げ、オープニングムービーでの登場にもその順番を反映してある（優夏→遙→沙紀→くるみ→いづみ）。
この時点では続編の構想はなかったが、『infinity』に不具合があったこと（後述）を受け、いっそリメイクしようという話になった。また、KIDの看板作品である『Memories Off』に『infinity』の売り上げが及ばないのは、作品のもっとも重要な特徴である「無限ループ」がシナリオの中盤にならないと明らかにならず、広報の前面に押し出せないからだという反省もあった。
こうして制作された『Never7』では初めからタイムスリップの話を前面に出し、それに代わる新たなサプライズ要素として「強固な妄想が現実化する」というキュレイシンドローム（Curé Syndrome、司祭性症候群）が導入された。さらに当時流行していた『シックス・センス』の衝撃的な結末を意識して、本当に何もかもが幻だったという「いづみキュアエンドB」も追加された。
しかしスタッフが自信作として送り出した『Never7』の売り上げも結局は『Memories Off』に及ばなかった。プレイヤーからの評価はよかったのだが、「隠れた名作」という扱いを受けることになった。

### infinity
初回ロットでは、いづみのシナリオに入れないという致命的なバグがあった。当初は暫定措置としてメモリーカード送付によるセーブデータ改修で対処していたが、その後にCD-ROMそのものの交換という措置が採られた。交換後のCD-ROMには、タイトルロゴの右下に★がついている。
KIDの元スタッフである市川和弘は、2020年の座談会の中で、このバグのせいで一時は会社が倒産しかけたが、メモリーカード送付の対応が評価されて立て直すことができたと振り返っている。

### INFINITY cure.
「優夏キュア」シナリオと「いづみキュア」シナリオの2本を収録している。制作当初は「くるみキュア」というシナリオも制作予定であったが、様々な制約によりお蔵入りとなっている。
「cure.」という副題は、同年に発売された『Memories Off Pure』との語呂の対比というだけでなく、「キュレイシンドローム」の短縮形の意味も含んでいるため、最後のピリオドは省略されない。
「優夏キュア」シナリオは本編の優夏シナリオを主人公ではなく優夏の視点で描いたものである。「いづみキュア」シナリオは『Infinity』の完結編という位置づけであり、物語の謎に二つの答えを提示している。次回作『Ever17』の最終シナリオのように全ての謎を解き明かすわけではないが、これは本作の各シナリオにはそれぞれの真実があり、全体としての明確な解答が存在しないためである。

### Never7 -the end of infinity-
そのタイトルが示すとおり『infinity』の完全版ともいえる作品。『Never7』には、「7日目が決して訪れない」「7人が決して無事にそろわない」という意味が込められている。
『INFINITY cure.』で語られた内容が追加され、シナリオが若干改訂されている。オリジナルの「いづみ」シナリオとは別に『INFINITY cure.』の「いづみキュア」シナリオが用意されており、このシナリオを以ってグランドフィナーレを迎えることとなる。また『cure.』にはなかったエンディングがさらに1つ追加されている。「優夏キュア」シナリオについては後述のアペンドストーリーに収録。こちらはアペンドストーリーと言う位置付け上、音声は収録されていない。
後にWindows版とPlayStation 2版が発売された。PlayStation 2版ではBGMにアレンジが加えられたほか、『infinity』のサウンドトラックに収録されたボーカル曲が新たにエンディングテーマソングとして採用されている。
DC版はアペンドストーリーを初めて導入したソフトである。採用されたシナリオはその一部がWindows版に、またほぼ全部がPS2版に収録されている。また、『Infinity Plus』に収録された Windows 版は、PS2版をベースにしているが、アペンドストーリーは収録されていない。ただしシナリオを自作することは可能である。
DC版の警告音声トラックには優夏とくるみが出演している。また、CD-ROMトラックにはパッケージの表と裏の原画が高解像度のBMPファイルで収録されている。
PS2版は韓国でも発売予定だったが、ローカライズまで終了した段階でパブリッシャーがPS2市場から撤退し、お蔵入りにされた。発売も間もない時期の出来事だったため、韓国のゲーム雑誌には攻略が載っている。

## ストーリー
西暦2019年、様々な法律の改正や技術の発展が行われた近未来の日本。大学3年に進級し、ゼミに配属となった石原誠は、ゼミの親睦を深めるための合宿に出かける。日程は4月1日から4月7日までの1週間。場所は南海の孤島にあるロッジ。
初日の朝、誠は「4月6日に誰か女性が目の前で死ぬ」という夢を見て、恐怖で目を覚ます。その直後、合宿班長の川島優夏が部屋に飛び込んでくるが、誠の姿を確認するとすぐに出て行く。状況を疑問に思いつつも誠はリビングに降りて行き、無口な樋口遙、嫌味な飯田億彦と顔を合わせる。守野くるみが頼んでいないピザを誤って配達しに来るが、空腹の億彦はそのまませしめてしまう。
夕方になり誠たちが訪れた喫茶店ルナビーチは、くるみの姉・守野いづみが切り盛りしていた。そこへ「注文したピザが届かない」と朝倉沙紀が怒鳴り込んでくるが、彼女が優夏の中学時代の友人だったため、再会の挨拶にまぎれてうやむやになる。
4月2日。7人そろって遊びに行ったプールで「地震が来る」と誠が思ったとたん実際に地面が揺れだし、彼は予知能力に目覚めたのかと疑う。夕方には皆で釣りに出かけるが、遙と口論していた沙紀が高波にさらわれ、いづみに救われる。しかし沙紀は億彦に助けられたと思い込み、彼も勘違いを訂正せずに済ます。
4月3日。億彦は遙を口説く中で沙紀を軽んじる発言をする。ちょうど億彦を誘いに来ていた沙紀は、持参したバスケットを踏み砕いて激昂し、なだめようとしたくるみにも八つ当たりする。その態度に今度は遙が怒り出すが、沙紀によって彼女がクローンであることが暴露される。

### 優夏編
1周目
4月4日。誠と優夏は花見に出かける。桜の下で優夏は中学時代の初恋の思い出を語り、誠が初恋の少年に似ていると告げる。
4月5日未明、くるみが行方不明になったといづみに聞かされた誠は優夏とともに捜索に向かい、岬の果ての司紀杜神社でくるみを発見する。昼になって神社にまつわる神隠し伝説について話し合ったふたりは、4月1日の朝に同じ夢を見ていたと知る。未来予知説の誠とタイムスリップ説の優夏で意見が分かれたものの、神社には二度と近づかないと約束を交わす。
4月6日。優夏は書置きを残して司紀杜神社を再び訪れる。誠は彼女を追って神社に向かうが、そのとき大地震が起きて社殿が倒壊。ふたりは瓦礫の下敷きになって夢の光景通りに死亡する。
2周目
4月1日。なぜかロッジで目を覚ました誠は、部屋に飛び込んできた優夏とお互いの無事を確かめ合う。状況を整理したふたりは「同じ6日間を無限にループしている」と結論づけ、完全な記憶を保っている今回がループから抜け出す最後のチャンスだと判断する。その一方で未来を知っていることを利用し、仲たがいの原因を取り除いて皆が仲良く過ごせるように歴史を変えていく。
4月5日。くるみをロッジに宿泊させて見張ることで彼女の失踪を防いだが、誠は優夏を信じきれず、以前の4月6日に約束を破って神社に向かった理由を詰問する。彼女がタイムスリップを求めたのは、過去に戻って初恋の少年に好きだと言うためだった。答えを聞いた誠は、優夏の想いのありかがわからなくなり、彼女をなじって部屋に引きこもる。だが、その少年がかつて優夏を火事から救い出して死んだと沙紀から聞かされ、自分の振る舞いを後悔する。
4月6日。くるみ失踪の報が入り、誠と優夏は司紀杜神社へ向かう。優夏は「また同じことの繰り返しになる」と誠を引き止めるが、彼は死をやり直す機会を捨ててでも過去には戻らないと決意する。優夏は「大切な人をもう失いたくない」と誠に告白し、ひとりでくるみを助けようとする。しかし神社は無人であり、困惑するふたりを地震が襲う。崩れゆく神社の中、ふたりは抱き合って海へと落ちていく。
4月7日。またしても誠と優夏はロッジで目を覚ます。リビングに集まっていた仲間たちに話を聞くと、くるみは単にある子犬の様子を見に行っただけで、行方不明になっていたのは誠たちのほうだった。親密さを冷やかす声を尻目に、ふたりはようやく迎えた新しい朝日の中で口づけを交わす。

### 遙編
1周目
4月4日。遙と釣りに出かけた誠は、彼女が以前から繰り返していた「心とは何か」という問いをぶつけられ戸惑う。夜にはバーベキュー大会が開かれるが、遙と沙紀はまたも喧嘩を始める。
4月5日未明、誠は遙に誘われて不知火を見に行く。ふたりは釣りや散歩で一日中行動をともにし、遙は誠に好意を抱いていることを明かす。
4月6日、遙は沙紀がかわいがっていた犬をかばって交通事故に遭う。
2周目
4月1日。誠はロッジで目を覚ます。遙との関係は初対面に戻ってしまったが、誠は彼女を喜ばせようと積極的に声をかけていく。
4月3日。遙の額に残る傷跡に気づいた誠は、昔誰かに突き飛ばされてできたのだと教えられる。実はその誰かとはいづみだった。まだ幼かった彼女は、一時期行方不明だったくるみの代わりに生み出された遙を受け入れられなかったのである。
4月5日夜、くるみと親しげな様子の誠を見て当惑した遙はロッジを飛び出す。遙はオリジナルであるくるみに引け目を感じており、クローンである自分に心があるのかと問い続けていた。誠は自分が好きなのは他の誰でもなく遙だと告白するが、日付が4月6日に変わると彼女は以前のように事故に遭う。
遙は軽傷で済んだが念のため本土で入院することになり、誠はそれに付き添う。いづみが病院を訪れて遙の身を案じていたことを明かし、ふたりは和解する。1週間後、退院した遙はもう一度島に渡り、いづみやくるみと再会を約束して元の暮らしに帰っていった。

### 沙紀編
1周目
4月4日。誠はくるみに直してもらったバスケットを沙紀の元に届けに行く。だが、バーベキュー大会で沙紀と遙はまた喧嘩になる。
4月5日。誠は沙紀が子犬に餌をやる姿を目にする。その後彼女はバスケットの件で誠に礼を述べに来るが、優夏と過ごした中学時代に無実の罪で責められたことを持ち出し、人間は信じられないと言い張る。誠は彼女の信頼を得ようとするが、バスケットを修理したのが自分でないことを知られて避けられる。
4月6日。ロッジにいた仲間たちの財布が盗まれた。皆は沙紀に疑いの目を向け、彼女をロッジ近くで目撃していた誠は弁護をためらう。絶望した沙紀は崖から海へと身投げする。
2周目
4月1日。時間が戻ったことを知った誠は、再び沙紀と会うきっかけ作りのためにわざとピザを横取りする。
4月2日。沙紀は遙と口論して高波にさらわれるが、誠が彼女を救う。誠に不仲の原因を問われた沙紀は、幼いころクローンの友人がいたことを明かす。しかし狭量な母親に強いられ、沙紀はその友人に石を投げつけて絶交していた。
4月3日。誠の失言で激昂した沙紀はバスケットを踏み砕いて去る。くるみの手伝いを断り、誠は独力でバスケットを修理する。
4月4日。バスケットを沙紀に届けた誠は、彼女を遙に引き合わせる。「昔誰かに突き飛ばされた」と語る遙と「石を投げて怪我をさせた」という沙紀では過去が一致しないことを誠に指摘され、誤解からわだかまりを抱いていたと知ったふたりは和解する。
4月5日。誠は沙紀が犬の世話をしているところに現れ、人間不信に陥った理由をわかっていると告げ、彼女を慰める。
4月6日。財布盗難事件で沙紀に疑いの目が向けられるが、誠と遙は彼女の味方をする。沙紀は「誰も信じたくない」と叫んで身投げしようとするが、誠は「俺が沙紀を信じているんだ」と告げて彼女を抱きしめる。
4月7日。真犯人が逮捕され、疑った皆は沙紀に謝罪する。彼女が夜中にロッジに来ていたのは、事故にあった子犬が軽傷で済んだ喜びを伝えたかったからだった。島を離れる船上で、犬を連れた沙紀は誠に一緒に暮らそうと持ちかける。

### くるみ編
1周目
4月4日。誠は浜辺でカニと戯れるくるみに付き合う。その夜、彼女が姿を消したため誠は捜索に出る。
4月5日深夜、誠は司紀杜神社でくるみを発見する。彼女は「初めて来た場所なのに覚えがある」とつぶやく。その後くるみは、背中に負った深い傷のせいで好きだった先輩に見捨てられた過去を明かす。誠はくるみと遊び歩く中で特技だという折り紙の技を見せてもらい、独自の紙飛行機「くるみ17号」の折り方を教わる。一日の終わりに、くるみは誠に背中の傷をさらす。
4月6日深夜、誠はいづみから、くるみが生後すぐ誘拐されたこと、3年後に一度崩れた司紀杜神社で発見されたときは年を取っていなかったことを知らされる。誠はくるみの傷について「ひどかった」と漏らすが、その会話はすべて彼女に聞かれていた。ショックを受けたくるみは外に飛び出してさまよい、最後に神社へ逃げ込む。追いかけてきた誠の目の前で地震が起こり、社殿が倒壊する。
2周目
4月1日。目覚めた誠は、今度こそくるみを傷つけないように行動を開始する。くるみが肌をさらしたがらない理由を知る誠は、プールや温泉の誘いをすべて断り、彼女のそばに居続ける。
4月5日。この1週間ではまだ傷の話を聞かされていないのにくるみに背中を見せられ、誠は動揺する。しかし黙って彼女を抱きしめ、その身をもってくるみの傷を覆う。
4月6日深夜、いづみが自分との血縁を疑っていることを知ったくるみが外に飛び出す。誠は神社に先回りして彼女を待ち、やがて現れたくるみに「3年間年を取っていないのはタイムスリップしたからだ」と告げる。荒唐無稽な話を疑う彼女の前で、誠は以前の1週間で教わった「くるみ17号」を折って見せ、自分もまたタイムスリップしたと証明する。
4月7日。誠はくるみとともに司紀杜神社を訪れる。ふと新学期が間近に迫っていることに気づいたくるみは、もう一度タイムスリップしようと彼の手を引いて走り出す。

### いづみキュア
1周目
4月4日。口にしたことが次々と現実になるという予知能力について悩む誠は、いづみが向けてくれる優しさを心の支えにしていた。その夜、くるみが失踪するものの、しばらくして無事に帰ってくる。
4月5日。誠といづみは星を見ながら愛を語り合う。昼になってトランプで神経衰弱を遊ぼうとするが、誠は一度ですべてのペアを引き当ててしまい戦慄する。
4月6日。億彦が一連の出来事は心理学の実験だったと暴露する。誠に「予知能力が芽生えた」と思い込ませるため、彼の発言が現実となるように周囲が仕組んでいたと話す。誠はいづみにもてあそばれたと怒るが、彼女の真心まで疑ってしまったため深く傷つけてしまう。われに返った誠は飛び出したいづみを追って駆け出すが、雨のせいで足を滑らせ、ふたりとも崖下に転落する。
2周目
4月1日に戻った誠はいづみと再会し、自分たちはタイムスリップして無限ループに囚われていると語る。それに対し大学教授という素性を明らかにしたいづみは、同じ時間を体験していたとしてもトランプカードの配置を全部記憶し言い当てるのは無理だと指摘する。すべてはいづみが反証実験を試みていたキュレイシンドロームの影響だった。この精神疾患の特徴は3つ。妄想の発症、他者への伝播、そして現実化である。実験の中でいづみや億彦に誘導されてキュレイシンドロームを発症した誠は、目の当たりにしたいづみの転落死を否定して彼女が生きている現実を作り出そうとしている……つまり無限に繰り返す時間とはすべて誠が見ている妄想なのだった。
くるみの失踪と発見までの3年間の空白を埋めようと長年もがいてきたいづみは、願いを現実に変えるキュレイシンドロームに心惹かれつつも科学者として受け入れることができず、今回の実験を手がけた。しかし反証は失敗に終わり、彼女自身も誠の転落死を覆そうとする妄想の中にいた。何ひとつ現実ではない光景の中、誠にとって確かなのはいづみと彼女への愛だけである。
4月6日。高校3年生のくるみが「自分は20歳」と言い出すのを聞いた誠は、妄想で「空白の3年間」をなかったことにしてしまったのだろうかと考える。過去が変わってくるみの失踪がなくなれば彼女のクローンである遙が誕生しなくなると思い至った誠は、いづみとともに姿を消した遙の捜索に向かうが、雨の中歩き続けたいづみは熱を出して倒れる。そこに自動車が迫るが、誠はいづみをかばって立ちはだかる。
4月7日。松葉杖をつきながら歩く誠は、歴史の改変と遙の消失など早とちりの勘違いだったと知る。思い悩むことを止めたいづみは、くるみと遙に過去の真相を知らせており、くるみの発言はそれを受けてのことだった。いづみの元を訪れた誠は、ふたりで生きる新たな現実を手に入れたのだと実感する。

## 登場人物
石原 誠（いしはら まこと）
声：なし（本編） / 八戸優（ドラマCD）
主人公（プレイヤー）。大学3年生だが、大学にはほとんど行っていない。優夏や遙とともにゼミ合宿に参加し、数奇な運命に巻き込まれる。
川島 優夏（かわしま ゆうか）
声：川上とも子
20歳。8月3日生まれ。血液型A型。身長160cm。3サイズはB80、W57、H84。
誠と同じゼミに所属し、班長を務める。にぎやかで人づきあいがよい。料理が殺人的に下手。さらに酒乱で酒が回ると手が付けられない。また、オバケが苦手。好きなものはミニスカート、家族、アルコール。嫌いなものは納豆。特技は絵画、スポーツ、大酒のみ、殺人的な料理。
初日に誠と同じ悪夢を見ており、この世界で6日間が永遠に繰り返されていることに気づき、誠とともに事態の打破を図る。中学時代に悲しい事故に遭遇しており、そのことを未だ引き摺っている。
樋口 遙（ひぐち はるか）
声：松岡由貴（後述）
19歳。2月15日生まれ。血液型B型。身長157cm。3サイズはB78、W55、H78。
誠と同じゼミに所属。飛び級で3年生になった優等生。無口で単独行動が多く、内向的であまり人と接しようとしない。一般常識に疎く、フナムシに興味を抱きつつ焼いてみようとするなど、不思議な言動や行動の多い不思議ちゃんでもある。好きなものは水、初めて見るもの、両親。嫌いなものは煙草、可哀想な目で自分を見る人、卵、牛乳。特技は学校の勉強、個人行動、持久力の要らないスポーツ、無口。
実は幼少時に行方不明となったくるみの代わりとして生み出されたクローンである。表向きの資料やオープニングムービー等で声優が伏せられているのは、同一人物が両者を演じ分けていることを知らせないためである。
朝倉 沙紀（あさくら さき）
声：山崎和佳奈
20歳。11月7日生まれ。血液型AB型。身長156cm。3サイズはB85、W59、H87。
優夏の中学時代の友達であるお嬢様。勉強が得意で、今は某一流大学に通っている。美人だがわがままで感情の起伏が激しく、人間関係においてトラブルが絶えない。誠たちの合宿所の近くにある別荘にたまたま遊びにきており、優夏と再会する。自然や動物を好む一方、人間は自然に害を成すものと考えている。嫌いなものは自然を蹂躙するもの、両親、スピードの出る乗り物。
一見すると短気で高慢だが、それは根深い自己嫌悪の裏返しであり、内心では人間不信にさいなまれている。
守野 くるみ（もりの くるみ）
声：松岡由貴
17歳。6月18日生まれ。血液型B型。身長152cm。3サイズはB75、W56、H76。
いづみの妹。高校3年生だが、外見的にも精神的にも中学生ぐらいにしか見えない。春休みの間、いづみと一緒に過ごす為に島に滞在して店を手伝っており、誠たちと知り合う。誠を「お兄ちゃん」と、億彦を「おっくん」と呼ぶ。明るく素直で元気だが、純粋すぎるせいで人間の負の部分を目の当たりにするのは耐えられず、傷つく脆さがある。嫌いなものはニンジン、ピーマン、タマネギ。特技は折り紙、簡単な料理、いっつも元気、くるみ語。
幼少時に誘拐されて行方不明となり、3年後に発見されたときにはまったく年を取っていなかったという不可解な過去の持ち主。この事実はくるみには伏せられているが、両親や姉が隠しごとをしていると感づいており、ひそかに悩んでいる。また、発見時に深い傷を背中に負っており、それが原因で信頼していた人物に裏切られたこともつらい思い出になっている。
守野 いづみ（もりの いづみ）
声：井上喜久子
22歳。3月24日生まれ。血液型O型。身長163cm。3サイズはB80、W59、H83。
くるみの姉。主要キャラクター中最年長で、優しく落ち着いた雰囲気の女性。合宿所のある島で、喫茶「ルナビーチ」を店長代理として経営するが、徒歩5分ほどの所にある月屋ホテルに客をほとんど取られてしまっている。温厚で面倒見が良く、頭脳明晰だがややズレたところがある。好きなものは探偵、推測、ママチャリ。嫌いなものは近所の漁師の源さん。特技は料理、水泳、天然ボケ、交通違反。
『INFINITY cure.』および『Never7』でシナリオが大幅に拡充されている。実は喫茶店の店長代理は仮の姿であり、その正体は若くして大学教授の地位を得た天才にして誠たちのゼミの担当教官である。くるみの「空白の3年間」の謎を解き明かす鍵を求めて「キュレイシンドローム」に関わる実験を企図した、ゲーム中の一連の出来事の仕掛け人にあたる。
飯田 億彦（いいだ おくひこ）
声：千葉進歩
20歳。1月11日生まれ。血液型A型。身長179cm。
誠と同じゼミの学生。金持ちな上にきざな性格をしており、女性や金にまつわる噂が絶えない。好きなものは可愛い女の子。嫌いなものは男。特技は女の子にモテるスポーツ、フェラーロの運転、嫌味な台詞、偉そうな態度、寝言。合宿では初日に一目惚れした遙にしばしばちょっかいを出す。重要な秘密を握っている場合もあるが、何かと可哀想な目に遭うことが多い。

## 関連商品
infinityサウンドトラック
ゲーム中のBGM、新録ボーカル2曲、コメディタッチの新作ドラマを収録。なお、本作には主題歌はない。また、一部未収録曲がある。
Never7 -the end of infinity- サウンドコレクション
PS2版準拠のサウンドトラック。本作にはBGMが完全収録されているが、ドラマは割愛され、ボーカルの収録もPS2版でエンディングテーマソングに採用された1曲のみとなっている。
infinity Museum
Windows用のデスクトップアクセサリー集。通販・イベント販売限定で、店頭での販売は行われなかった。
なお、infinityに先立って発売された『Memories Off Plus』（『Memories Off』のデスクトップアクセサリー集）には、Windowsで動作する『infinity』の体験版が収録されている。
Never7 -the end of infinity- 設定解説ファンブック
ローカス、2001年3月。ISBN 4-89814-203-6

## infinityシリーズ
- 『infinity』シリーズと銘打って、第2作『Ever17』および第3作『Remember11』が発売されており、今作と世界観を共有している。しかし、共通する単語や間接的な関連性を匂わせる要素は随所に出て来るものの、『Infinity』『Never7』との物語やキャラクターの直接の繋がりはない。閉鎖的で特異な環境からの脱出というテーマは共通している。三作の（ゲーム本編開始時点の）時系列で言えば『Remember11』（2011年）→『Ever17』（2017年）→『Infinity』『Never7』（2019年）となる。
- infinityシリーズに続くintegralシリーズとして一作のみ『12RIVEN -the Ψcliminal of integral-』が発売された。原案・脚本は本シリーズと同じ打越鋼太郎。
- また、infinityシリーズ最新作として『code_18』が2011年にサイバーフロントより発売されたが、打越鋼太郎や中澤工を始めとする旧作スタッフは関わっておらず、学園が舞台ということで閉鎖的環境からの脱出というテーマも共通していない。原案・監修は本作のシナリオに参加していた日暮茶坊。
- 本シリーズのスタッフが手掛けた同じループものの作品として『DUNAMIS15』が存在するが、こちらは本シリーズの作品ではない。

## 他作品との関連
- 本作のキャラクターは、『KID MIXセクション』にも登場する。また、優夏のみ『Memories Off Festa』にも登場する。
- 『Memories Off』との間に、以下のようなお遊び的なつながりがある。しかし、これらの事実にもかかわらず、『Memories Off』と本作の世界のつながりは、公式には否定されている。
  - 『Memories Off』のヒロインの唯笑（ゆえ）が猫と戯れるときに発する「ニンニンネコピョン」という言葉を、本作で優夏が猫のマスコットに対して使っている。
  - 本作において、「ゆえちゃん」と呼ばれる少女が登場する（漢字表記は不明）。また、この少女に優夏が猫のマスコットをあげており、その名前が「ニンニンネコピョン」であると誠が告げている。
  - 『Memories Off Pure』において、唯笑たちの英語の先生の名前が「川島優夏」となっている。『Memories Off Festa』で優夏と対面した主人公の智也は、恩師とは別人としながらも「似ている」と語っている。
  - 守野いづみがOGであると述べている「澄空学園」は、『Memories Off』のヒロインたちの通う学園と同名である。

## スタッフ
- 監督：中澤工
- キャラクターデザイン：影崎夕那
- シナリオ原案・構成：打越鋼太郎
- シナリオ：打越鋼太郎、中澤工、日暮茶坊、程島健、市川和弘
- 音楽：阿保剛
  - PS2版ED：TREASURE DREAM
作詞、作曲：志倉千代丸/編曲：磯江俊道/歌：川上とも子
  - PSP版OP：千億の星屑降らす夜ノ空
作詞：KOKOMI/作曲：黒瀬圭亮/編曲：塩田幸成/歌：Asriel
  - PSP版ED：綻びし華
作詞：KOKOMI/作曲：黒瀬圭亮/編曲：村上純/歌：Asriel

## 売上
『Ever 17/Never 7 Double Pack』は初週売上3,041本を記録している。